# 성남산업단지관리공단
성남산업단지관리공단은 (城南産業團地管理公團, Management Corporation For Sungnam Industrial Complex) 산업단지를 효율적으로 관리하기 위하여 설립된 사단법인이다. 경기도 성남시 중원구 둔촌대로 457번길에 있다.

## 설립 근거
- 산업집적 활성화 및 공장설립에 관한 법률[2]

## 연혁
- 1968년 5월 7일  서울특별시에서 광주대단지조성 사업 실시 계획 인가 (건설부 고시 제286호)
- 1971년 9월 13일 경기도청 성남출장소에서 서울특별시청로부터 공업단지 인수
- 1971년 9월 19일 광주대단지 공업단지 승인
- 1972년 3월 28일 성남공업단지협회 승인 (경기도청)
- 1972년 4월 11일 성남공업단지 법인설립 등기 (공단창립기념일)
- 1973년 12월 31일 공업단지 조성사업 실시계획 변경 인가 (건설부 고시 제409호)
- 1974년 8월 28일 도시계획 구역 변경으로 공업단지 확장
- 1974년 9월 7일 성남공업단지(1,2단지)준공
- 1975년 9월 4일 사단법인 성남공업단지협회로 인가
- 1976년 11월 11일 공업단지관리법 적용대상 공업단지 지정
- 1976년 11월 12일 성남공업단지(3단지) 준공
- 1980년 8월 23일 사단법인 성남공업단지관리공단으로 인가 (경기도청 인가 제1호)
- 1981년 6월 20일 공업단지관리기관이 성남시청로부터 사단법인 성남공업단지관리공단으로 변경 (대통령령 제10363호)
- 1991년 6월 30일 성남공업단지면적 및 용도별 구획 고시 (경기도청 고시 제245호)
- 1996년 7월 19일 성남공업단지를 성남산업단지로 명칭변경 (대통령령 제15123호)

## 조직

### 전무이사

#### 관리부
- 총무과
- 회계과

#### 지원부
- 업무과
- 지원과

## 사건·사고 및 논란

### 가짜 공장등록증 장사
2014년 8월 13일 성남중원경찰서는 공장등록이나 임대가 불가능한 공장주에게 돈을 받고 허위 공장등록증을 발급해준 혐의(배임수재 등)로 성남산업관리공단 직원 前 총무계장 임씨(43세, 남)에 대해 구속영장을 신청하고 임씨에게 청탁 대가로 금품을 제공한 부동산중개업자와 공장분양 대행업자, 관리공단 미계약 공장 소유주 등 18명을 불구속입건했다. 임씨는 수도권정비계획법상 제한사유로 공장등록 및 임대가 불가능한 공장소유주 및 분양업자들로부터 공장등록을 가능케 해 달라는 청탁대가로 4,550만원을 교부받고, 허위로 산업단지 입주계약확인서, 공장등록증, 사업개시신고확인서 등의 가짜서류를 발급해줬다.
임씨는 2009년 8월 7일부터 공단내 공장 분양 또는 매입자들이 즉시 공장을 빌려주지 못하도록 법률이 개정됐으나 임대업을 할 수 있도록 해달라는 청탁을 받고 한국산업단지공단에서 관리하는 `공장등록 프로그램`에 들어가 산업단지 입주계약확인서 등 허위 서류를 발급해준 혐의다. 임씨는 이 대가로 18명으로부터 4550만 원을 받는가 하면, 공단 임대보증금 1000만 원을 횡령한 것으로 드러났다. 불구속 입건한 18명 중 절반은 성남산업단지관리공단과 입주 계약을 체결하지 않은채 공장을 운영하거나 임대업을 하다 경찰에 적발됐다.

## 같이 보기
- 경산산업단지관리공단
- 달성산업단지관리공단
- 대구성서산업단지관리공단
- 대덕산업단지관리공단
- 오창과학산업단지관리공단
- 청주산업단지관리공단
- 충주산업단지관리공단
- 안성산업단지관리공단
- 포항철강산업단지관리공단
- 하남산업단지관리공단
- 성남상공회의소